# 艾維奇
蒂姆·贝里林（瑞典語：Tim Bergling，發音：[tɪm ²bærjlɪŋ] ⓘ；1989年9月8日—2018年4月20日），艺名艾維奇（/əˈviːtʃi/，瑞典語發音：[aˈvɪtːɕɪ]），是专门从事音频编程、混音和唱片制作的瑞典电子音乐人、唱片骑师和词曲作家。
16岁时，贝里林开始在电子音乐论坛Mixmash Records上发布自己的重混作品，并获得了人生中第一份唱片合约。2011年，他凭借单曲《Levels》初入乐坛，获得了一定的影响力。2013年，贝里林发行了其首张录音室专辑《True》。他在这张专辑之中成功地将电子音乐与多种音乐风格融合在一起。《True》得到人们高度赞赏，并在超过15个国家和地区进入了排行榜前十，登顶于国际舞曲榜单。专辑首支单曲《Wake Me Up》在欧洲多国单曲榜上名列榜首，并在美国单曲榜上排名第四。
2015年，贝里林发行了第二张录音室专辑《故事》。他的热门歌曲包括与尼基·罗米洛合作的《I Could Be the One》《You Make Me》《X You》《Hey Brother》《Addicted To You》《The Days》《The Nights》《Waiting for Love》《Without You》《Lonely Together》。2012年，贝里林凭借与大卫·库塔合作的歌曲《Sunshine》获得格莱美奖提名。《Levels》也在2013年获得该獎项提名。一些音乐出版物将贝里林称作为在2010年代初期将电子音乐引入Top 40电台的DJ之一。
由于身体原因，贝里林於2016年隐退。多年来他一直承受着压力并且精神健康状况不佳。2017年，发行了迷你专辑《Avīci (01)》，此次的短暫復出後也讓他開始重新作曲和表演。2018年4月20日，贝里林於阿曼首都马斯喀特自殺。6月8日，他的遗体被安葬于家乡斯德哥尔摩。其遗作《TIM》于2019年正式发行。

## 经历

### 早期生活
艾維奇的父亲为，母亲为瑞典著名女演員安琪·李登（英語：Anki Liden），家中亦有兩個兄弟與一個姐姐。其藝名「Avicii」源自梵語「avīci」，意指阿鼻地獄或無間地獄。艾維奇在採訪時表示過，Daft Punk、瑞典浩室黑手黨和Eric Prydz，是啟發他創作的原因。2008年得到電音天王Tiesto的提拔，成為全球最大夜店Privilege Ibiza的每週駐場DJ。2010年Avicii用他的早期艺名Tim Berg發表了作品《Seek Bromance》 ，此單曲在歐洲多國的熱門歌曲榜位列前20名。

### 2011年——2012年：成名、《Levels》和其他歌曲
2011年，艾維奇以Etta James的《Something's got a hold on me》作為範本，製作出了成名曲《Levels》。此曲使他的知名度大幅提升，他也從世界百大DJ2010年的第39名上升至2011年的第6名，Levels的片段後來也被用在美國歌手佛羅·里達的歌曲《Good Feeling》中。
2012年4月，他推出了與瑞典歌手Salem Al Fakir合作的《Silhouettes》，該曲在美國Billboard排行榜舞曲榜獲得第四名。同年7月，英國女歌手Leona Lewis的新歌曲《Collide》，爆出疑似抄襲Avicii的《Fade Into Darkness》，後來在法庭上決議Leona Lewis在此歌曲封面加上「Avicii」才得以和解，但此次風波也使的這兩首歌迅速竄紅。12月，Avicii推出與知名荷蘭DJNicky Romero和瑞典歌手Noonie Bao合作的《I Could Be The One》，此曲在英國奪得排行榜第一名，不久後更多出了原聲版（Acoustic Version）與純音版本。

### 2013年——2014年：《True》、切除膽囊
2013年，Avicii啟動了「X You計劃」，與Ericsson合作，邀請所有人一起製作世界上第一首“全民參與製作”的音樂作品。該計劃允許愛好者們通過網絡把自己製作的貝斯、效果、旋律、韻律和人聲採樣上傳給Avicii。最後，該曲選用了這些參與者的樣品，最終製作了歌曲《X You》，並在2013年2月26日發布。
同年9月，發表了首張大型創作專輯《True》，專輯中以電子音樂融合了多種鄉村、搖滾、爵士創新的曲風嘗試，最知名的歌曲《Wake me up》，融合了鄉村藍調與電音的元素來創作的，榮登了多國的冠軍。 
在發行《True》不久後，Avicii重新混製了自己的該專輯，將所有的歌曲重新混製，製作出了“Avicii by Avicii”版本，大幅改變的曲風也再度讓該專輯大受好評。
2014年，Avicii因為忙於專輯宣傳以及表演，加上吸菸酗酒問題而忽略了自己的健康狀況，在3月份的時候被迫割除膽囊，他取消了短期所有的宣傳活動。 9月，與华语歌手王力宏合作推出中文電音歌曲《忘我》（Lose Myself），此為首次有歐洲的DJ與华语歌手合作推出歌曲，更是首次以中文為主要歌詞。
10月初，Avicii的經紀公司宣布，因健康狀況因素，無限期停止他目前的巡演和宣傳活動，他表示在養病時期也會將時間投入在下一張新專輯的製作。 
2014年底，發行兩首新單曲《The Days》以及《The Nights》，此兩首歌在Youtube上分別有2億以及9億多次的點閱率(截至2024/8)。

### 2015年——2016年：《Stories》、隱退
5月份，與Martin Garrix合作，發表了新單曲《Waiting for love》，此歌曲在21個國家的熱門音樂排行榜進入前10名，且該首歌曲推出了動畫、真人以及360度全景版本。 
10月，Avicii推出第二張專輯《Stories》，除了收錄了之前發行的三張單曲（The Days、The Nights、Waiting for love）之外，也有比較知名的《For a Better Day》跟《Pure Grinding》以及其他的歌曲。
2016年3月29日，Avicii在個人官方網站宣布，將暫時退出樂壇。他表示在成為藝人後因為長時間的演出與製作，很少能夠有時間去過正常人生活，健康狀況也出了問題，因此萌生了隱退的念頭，他表示2016過後將不會再釋出任何作品與參與演出，他也表示極有可能在2016推出新專輯。他在3月10日與可口可樂和Conrad Sewell合作，推出了單曲《Taste The Feeling》。

### 2017年：回归乐坛
在1月1日，Avicii在個人Instagram上發表了一則貼文，表示他的新年新希望是發表一張他事業中最好的專輯。年中，Avicii把他個人官方網站中原本給大家的一封信，替換成了1月1日在個人instagram中發布的相片，表示2016年暫停了，但是2017年將會繼續前進。2017年8月10日，他帶著他的新迷你專輯《AVĪCI (01)》回歸電音曲壇。

### 2018年：逝世
当地时间2018年4月20日下午，Avicii逝世於阿曼首都馬斯喀特。Avicii的親人不願透露死因，一度傳出可能是他有酗酒習慣。在4月27日，Avicii的親人証實Avicii的死因是自殺，Avicii自己將紅酒瓶打破，用玻璃碎片自殘，而致失血過多死亡。Avicii的親人說：“我們心愛的提姆是一個尋求者，一個脆弱的藝術靈魂，正在尋找存在的意義。一位過度追求完美的人，導致他以一種高效率的方式努力完成工作，這樣的生活步調為他帶來極大的壓力。當他停止巡迴演出時，他希望找到生命中的平衡，保持開心並能夠做他最喜愛的音樂。”其中也提到了Avicii在思考人生意義、生活和幸福的問題上遇到許多掙扎。他無法再繼續下去了，他想找到平靜。提姆不是為了成為商業生產機器所活著，他是一個敏銳的人，他熱愛粉絲，但卻不喜歡在鎂光燈下。Avicii去世后，有新闻报道称，他有超过200首未发布的歌曲，其中包括一些未完成的作品。目前，Avicii的经纪部门經家人同意宣布要对其部分进行发行。6月8日，艾維奇於斯德哥爾摩的林地公墓舉行私人葬禮，並在海德維格·埃萊奧諾拉教堂公墓下葬。

### 2019年：遗作《TIM》
Avicii逝世之时，他的最新专辑仍在制作中。2019年，Avicii的家人宣布成立Tim Bergling Foundation以帮助预防精神疾病和自杀行为，并宣布Avicii的遗作将定名为《TIM》。4月10日，先行单曲《SOS》发行。6月6日，专辑《TIM》发行。

## 專輯

### True
- Wake Me Up
- You Make Me
- Hey Brother
- Addicted to You
- Dear Boy
- Liar Liar
- Shame on me
- Lay Me Down
- Hope There's Someone
- Heart Upon my Sleeve
- Long Road To Hell
- Always On The Run
- All you need is love
- Canyons
- Edom

### Stories
- Waiting For Love
- Talk To Myself
- Touch Me
- Ten More Days
- For A Better Day
- Broken Arrows
- True Believer
- City Lights
- Pure Grinding
- Sunset Jesus
- Can't Catch Me
- Somewhere in Stockholm
- Trouble
- Gonna Love Ya

### AVĪCI EP-01
- Friend Of Mine
- Lonely Together
- You Be Love
- Without You
- What Would I Change It To
- So Much Better (Avicii Remix)

### TIM
- Peace Of Mind
- Heaven
- SOS
- Tough Love
- Bad Reputation
- Ain't A Thing
- Hold The Line
- Freak
- Excuse Me Mr. Sir
- Heart Upon My Sleeve
- Never Leave Me
- Fades Away

## 已发行单曲

### 2008年
- Sound Of Now

### 2009年
- Alcoholic
- Break da Floor
- Even
- Muja
- Record Breaker
- Ryu-Strutnut

### 2010年
- Alcoholic Remixes Part II
- Bom
- Bromance
- Malo
- My Feelings for You
- Seek Bromance

### 2011年
- Blessed
- Collide
- Fade into Darkness
- Jailbait
- Levels
- Snus
- Street Dancer

### 2012年
- Dancing in My Head
- I Could Be the One
- Indian Levels
- Last Dance
- Silhouettes
- Stay With You（未正式發佈，僅在Levels電台作預覽）
- Superlove

### 2013年
- Addicted To You
- Alcoholic
- All You Need Is Love
- Always On The Run
- Canyons
- Dear Boy
- Edom
- Hey brother
- Heart Upon My Sleeve
- Hope There's Someone
- Lay Me Down
- Liar Liar
- Long Road To Hell
- Shame On Me
- Speed
- Wake Me Up
- We Write The Story
- X You
- You Make Me

### 2014年
- 忘我（Lose Yourself）
- Addicted To You (Avicii by Avicii)
- Dear Boy (Avicii by Avicii)
- Dar um Jeito
- Hey Brother (Avicii by Avicii)
- Hope There's Someone (Avicii by Avicii)
- Lay Me Down (Avicii by Avicii)
- Liar Liar (Avicii by Avicii)
- Shame On Me (Avicii by Avicii)
- The Days （单独一专辑）
- The Nights （单独一专辑）
- Wake Me Up (Avicii by Avicii)
- You Make Me (Avicii by Avicii)

### 2015年
- The Nights(Avicii by Avicii)
- Broken Arrows
- Can't Catch Me
- City Lights
- Feeling Good
- For a Better Day
- Gonna Love Ya
- Heaven （Levels电台版）
- I Be Gone
- I'll Be Gone
- Pure Grinding
- Somewhere In Stockholm
- Sunset Jesus
- Talk To Myself
- Ten More Days
- Touch Me
- The Days
- The Nights
- Trouble
- True Believer
- Waiting For Love

### 2016年
- Back Where I Belong
- Taste The Feeling

### 2017年
- Friend of mine
- Lonely Together
- So Much Better (Avicii Remix)
- What would i change it to
- Without you
- You Be Love

### 2019年
- Ain't A Thing
- Bad Reputation
- Excuse Me Mr Sir
- Fades Away
- Freak
- Heart Upon My Sleeve
- Heaven
- Hold The Line
- Never Leave Me
- Peace Of Mind
- SOS
- Tough Love

### 2020年
- Forever Yours(Avicii Tribute)

## 紀念
- 2015年1月15日，瑞典郵政發行5枚一套的《瑞典流行音樂出口奖》（Swedish Pop Export）特種郵票，展示了包括艾維奇、羅賓（英语：Robyn）、馬克斯·馬丁（Max Martin）、急救箱樂團、塞納博·西等歌手及組合在內的瑞典著名音樂人物畫像[28]。
- 2021年9月8日，谷歌更改首頁，以谷歌塗鴉紀念艾維奇32歲冥誕，來配合美國國家自殺防範週的系列活動[29][30]。

## 外部連結
- 官方网站
- Avicii X You Project （页面存档备份，存于）
- Avicii on Best4Ears.com
- Salacious Sound Interviews Avicii Archive.today的存檔，存档日期2013-01-04